# Медана
Медана (VIII) -- святая дева из Ирландии, память 19 ноября.
Святая Медана (Medana), также известная как Миднат (Midnat), дева из Ирландии, была прекрасной дочерью ирландского короля. Она дала обет безбрачия и была вынуждена бежать с двумя слугами в Галлоуэй, Шотландия, преследуемая воином, особенно искавшим её руки. Они высадились в Портанкилле (Portankill), что в Риннсе (Rhinns), и стали вести скромную жизнь, кормясь от своих трудов.
Однажды святая услышала голоса на берегу. Её поклонник нашёл и попытался её схватить. Она выскользнула из его объятий и нашла себе и своим служанкам убежище на скале, возвышавшейся среди вод. Влюблённый почти настиг её, но скала благополучно переплыла через бухту Монрейт (Monreith Bay), где св. Медана обрела кратковременный покой. 
Вновь увидев воина, св. Медана взобралась на дерево и спросила его: "Зачем ты преследуешь меня?" "Твои глаза влекут меня", - ответил воин. "Так возьми их!" - сказал Медана, вырвав свои глаза и бросив перед ним. Потрясённый, раскаявшийся воин оставил её.
Святая Медана сошла с дерева, и на том месте, куда упали её глаза, возник источник. Умывшись из него, она вернула себе зрение. В дальнейшей никто не мешал её святой жизни, и она была причислена к лику святых. 
Воздвигнутые ей часовни по обе стороны бухты Льюс (Luce Bay) дали жизнь церквам в Киркмейден-ин-Риннс (Kirkmaiden-in-Rhinns) и Киркмейден-ин-Фернис (Kirkmaiden-in Fernis). 